# مارموليخو
بلدية مارموليخو (بالإسبانية: Marmolejo) هي بلدية تقع في مقاطعة خاين التابعة لمنطقة أندلوسيا جنوب إسبانيا.

## الديموغرافيا
بلغ عدد سكان بلدية مارموليخو 7.380 نسمة عام 2011 (وفقاً للمعهد الوطني للإحصاء الإسباني).
| 7.707 | 7.687 | 7.576 | 7.605 | 7.615 | 7.595 | 7.380 |